# 法と正義
法と正義（ほうとせいぎ、Prawo i Sprawiedliwość）は、ポーランドの政党。党首はヤロスワフ・カチンスキ。略称：PiS（ピス）。

## 歴史

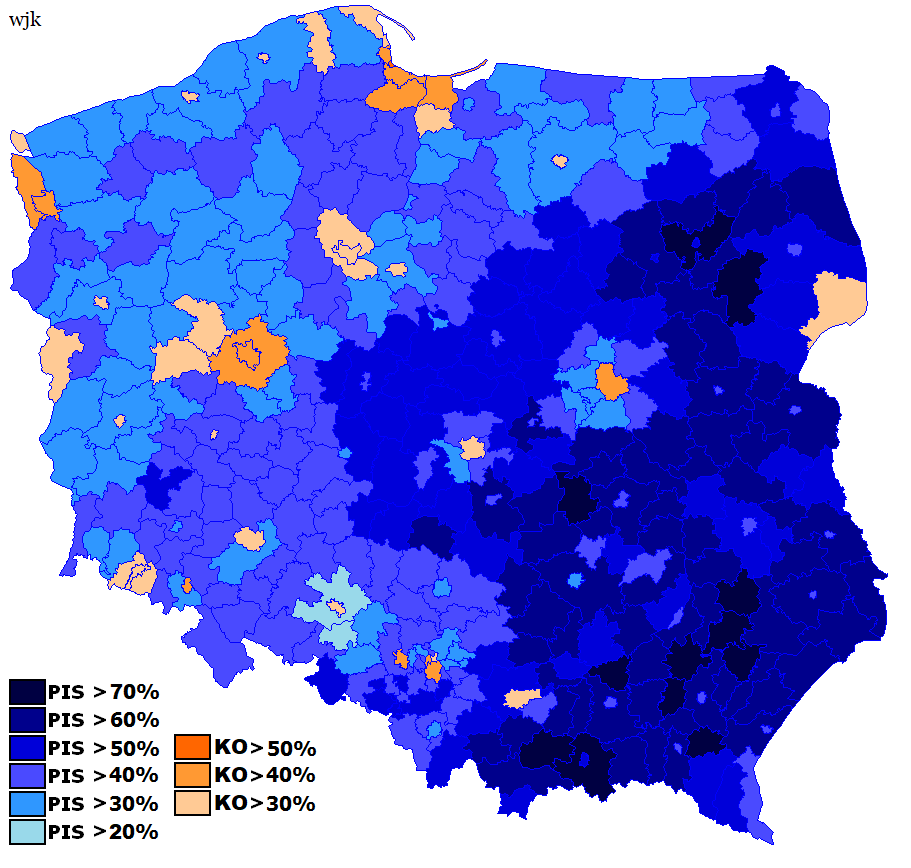
2019年総選挙における政党支持分布（郡別）。中部から東部にかけた地域でPiS支持が強いことを示している。
KO＝市民連立
PiS＝法と正義
SLD＝民主左翼連合
PSL＝ポーランド農民党

1990年5月に結成された中央同盟（PC）を前身としている。その主要メンバーだったレフ・カチンスキとドルン（Ludwik Dorn）が中心となり、2001年4月13日にPiSが結党された。同年に行われた議会選挙では、セイムで得票率9.50％、44議席を獲得した。「すべての人に公正な第4共和国」をスローガンに掲げ、コマーシャルメッセージやインターネットを駆使した選挙活動を行なって支持を拡大、セイムにおいて得票率26.99％で155議席、セナトでも49議席を獲得し、第一党に躍進した。選挙後、保守政党であるポーランド家族連盟（LPR）と自衛（Samoobrona）の協力を得て、マルチンキィヴィチを首班とした連立政権を発足させた。
2006年5月からはLPRとSamoobronaの正式な連立政権が発足したが、Samoobronaの党首であるレッペル（Andrzej Lepper）の汚職問題をきっかけに、連立政権内で対立が生じ、2007年8月にPiSはLPRとSamoobronaとの連立解消を宣言、9月には民主左翼連合（SLD）が提案した議会解散決議に賛成票を投じたことで議会が解散され、総選挙が行われた。選挙では、得票率32.11％、166議席を獲得し、結党以来最多議席を獲得したが、POがセイムで200議席以上を獲得したため、POとポーランド農民党（PSL）による連立政権が発足したことで、PiSは下野することになった。
再びカチンスキを首相候補に立てて臨んだ、2011年10月の議会選挙では、得票で前回比2％減、議席数で前回比9議席減で第2党に留まり、政権を奪還することはできなかった。また選挙後、党内改革の必要性を訴えていたジョブロ欧州議員など3名が党を除名されたことに反発し、欧州議員らに同調する党所属の下院議員16名と上院議員1名が集団離党し、議員クラブ連帯ポーランド（SP）を結成した。
2013年8月に行われた党大会で党首選挙を実施、唯一の立候補者であったヤロスワフ・カチンスキが無投票で党首に再選された。
2014年5月の欧州議会議員選挙では19議席（得票率31.78％）を獲得、同じく19議席を獲得したPO（得票率32.13％）と並んだが、得票では僅差でPOに次ぐ二位となった。同年7月、2015年秋に予定されている総選挙において、PiSと同じ右派政党であるSPやPRと共通の候補者リストで選挙に挑むことで合意した。結果、PiSは圧勝し8年ぶりとなる政権奪還を果たした。
なお、10月13日に行われた2019年総選挙でPiSが勝っている地域は、首都ワルシャワと周辺を除く東部地域に多い。これは、ポーランドの東西地域の経済格差により、ドイツやチェコに隣接する西部地域より経済発展が遅れているため、東部地域へ補助金支給などを積極的に行うPiSへの期待の高さより、東部地域有権者が多く支持するからである。

## 政策

### 理念
国民保守主義・ナショナリズムを標榜し、キリスト教民主主義のうちでもより保守的な傾向がある明確なカトリック右派政党である。社会的・経済的にとりわけレデンプショニズムの色彩が強く、政敵と徹底的に対決し勝利することによって理想を実現させようとする傾向にある。また、党創設者でもあるヤロスワフ・カチンスキ党首の意向は絶対である。教育程度や所得の低い層や高齢者から高い人気を得ている。典型的な保守政党であり、ノーラン・チャートでは左下の大衆主義にあたる。
南部の街オポーレのドイツ系ポーランド市民が長年享受している政治的・社会的な「民族特権」のこれ以上の維持については明確に反対の立場を採り、こういった特権を廃し一般のポーランド人としての通常の権利を賦与すべきだと主張しているが、ドイツ国営国際放送ドイッチェ・ヴェレはこれをもってこの政党が排外主義的で反ドイツ的な「国粋主義レトリック」を用いる政党と解釈をした報道の仕方をしている。

### 大統領制への移行
政治制度を現在の議院内閣制から、大統領が自由に法案を提出し、議会が反対しても大統領の一存で法律を成立させられる大統領制へ移行することを主張している。同党の最大のライバル政党である市民プラットフォームはこれに強く反対している。

### 脱共産化による民主主義
脱共産化による民主主義を主張しており、共産党時代（1945年～1989年）の遺産の除去や、国外の政治勢力と連携した共産主義への取り締まりに積極的である。
共産党時代に内務省人民部などと通じていたものを、社会から全て追放するための政策を多く打ち出している。そのため、与党時代（2005年～2007年）には数多くの政府組織を立ち上げた。下野した後も、2009年には「共産主義の標章を禁止する法案」を提出し、これが可決された。

### 伝統的な価値観にもとづいた社会政策

#### 清廉
「法と正義」が最も力を入れている項目は社会政策である。汚職の追放を最優先課題としている。政治資金などといったいわゆる金銭問題にはクリーンな傾向を持っている。

#### 伝統的な生命観と家族観
国民保健制度は、公立病院の医療費が原則無料である従来の制度を堅持。同性愛や安楽死には断固反対で、一切の妥協を許さない。男女は人間として平等であっても、家庭や仕事において性の違いによる役割の区別はあるべきだ、という伝統的な家族観の堅持とその道徳的普及に努め、性や暴力の表現に関してはマスメディアの統制も辞さない構えである。
少子化対策に積極的で、子ども手当、若い夫婦向けの低価格の住宅の提供、結婚している女性の産休期間の長期化と所得保障、日曜と祝日における小売店の休業の強制化（従事者が家族と過ごすことができるため)などを打ち出している。男女の機会平等や女性の社会的進出を推し進めることよりも、女性の健康や現在の社会的立場を保護する立場を採る。

#### 多民族共存
外国人出稼ぎ労働者の受け入れには積極的で、ウクライナやベラルーシ、そしてロシアのカリーニングラードなどといった欧州連合（EU）外の近隣国からの出稼ぎの制限を緩和している。
イスラム教及びムスリムに対しては厳しい姿勢を貫く。2015年に欧州へと大量に流入しているシリア難民に対してカチンスキ党首は、難民たちが「ギリシャの島々にコレラを、ウィーンに赤痢を、そしてさまざまな種類の寄生虫を持ち込んでいる」などと反難民姿勢を打ち出して支持の獲得に努め、総選挙を圧勝に導き8年ぶりに与党へ返り咲いた。

### 政府主導の経済
一定の市場経済化を進めるものの、政府主導による所得再分配を条件し、国民の最低所得の引き上げに積極的である。所得税の減税によって経済を活性化させようとする一方、累進課税を強化して高所得者の税負担を強化、積極財政で低所得者への給付の増額を行おうとする。財政支出については公共投資よりも社会保障、そしてそのうち公共投資もインフラ整備や職業教育よりも公営企業や小中学校への補助金、という考えである。政府は積極的に中央銀行の金融政策に関わるべきだとし、2005-2007年に政権を担当していた時には金融ハト派の人物でカチンスキ党首子飼いの人物であるスワヴォミル・スクシペク（2010年4月10日、ポーランド空軍Tu-154墜落事故にて死去）をポーランド国立銀行総裁に据えた。財政支出拡大派かつ金融ハト派であるため、財政規律の厳格化と明確なインフレ対策を条件とするEUの共通通貨ユーロの導入には消極的。

### 外交政策
非民主的な諸国に対してはタカ派外交を展開する。EUの統合には懐疑的で、アメリカ合衆国と北大西洋条約機構（NATO）との連携に積極的である。米国が行っている対テロ戦争を支持し、アフガニスタンやイラクにポーランド軍を派兵した。イスラエルとの関係強化にも積極的である。欧州議会においては、かつてイギリスの保守党も参加していた欧州保守改革グループという会派に所属している。
2015年のポーランド総選挙で与党になると、EUやドイツとの関係を政治的駆け引きの道具として利用し、また第二次世界大戦の戦後賠償に関する論争も再開させた。

## 歴代選挙結果

### セイム（下院）議員選挙
| 年             | 得票数    | 得票率         | 獲得議席数 | 増減 |
| -------------- | --------- | -------------- | ---------- | ---- |
| 2001年（詳細） | 1,236,787 | 9.5%（第4党）  | 44 / 460   |      |
| 2005年（詳細） | 3,185,714 | 27.0%（第1党） | 155 / 460  | 111  |
| 2007年（詳細） | 5,183,477 | 32.1%（第2党） | 166 / 460  | 011  |
| 2011年（詳細） | 4,295,016 | 29.9%（第2党） | 157 / 460  | 09   |
| 2015年（詳細） | 5,711,687 | 37.6%（第1党） | 193 / 460  | 036  |
| 2019年（詳細） | 8,051,935 | 43.6%（第1党） | 187 / 460  | 06   |
| 2023年（詳細） | 7,640,854 | 35.4%（第1党） | 161 / 460  | 026  |

### セナト（上院）議員選挙
| 2001年（詳細） | 0 / 100  |    | 選挙連合「セナト2001」に参加。「セナト2001」は15議席を獲得。 | 選挙連合「セナト2001」に参加。「セナト2001」は15議席を獲得。 | 選挙連合「セナト2001」に参加。「セナト2001」は15議席を獲得。 | 選挙連合「セナト2001」に参加。「セナト2001」は15議席を獲得。 | 選挙連合「セナト2001」に参加。「セナト2001」は15議席を獲得。 | 選挙連合「セナト2001」に参加。「セナト2001」は15議席を獲得。 |
| 2005年（詳細） | 49 / 100 | 49 |                                                              |                                                              |                                                              |                                                              |                                                              |                                                              |
| 2007年（詳細） | 39 / 100 | 10 |                                                              |                                                              |                                                              |                                                              |                                                              |                                                              |
| 2011年（詳細） | 31 / 100 | 08 |                                                              |                                                              |                                                              |                                                              |                                                              |                                                              |
| 2015年（詳細） | 61 / 100 | 30 |                                                              |                                                              |                                                              |                                                              |                                                              |                                                              |
| 2019年（詳細） | 38 / 100 | 23 |                                                              |                                                              |                                                              |                                                              |                                                              |                                                              |
| 2023年（詳細） | 29 / 100 | 09 |                                                              |                                                              |                                                              |                                                              |                                                              |                                                              |

### 欧州議会議員選挙
| 年             | 得票数    | 得票率         | 獲得議席数    | 増減 |
| -------------- | --------- | -------------- | ------------- | ---- |
| 2004年（詳細） | 771,858   | 12.7%（第3党） | 7 / 54        |      |
| 2009年（詳細） | 2,017,607 | 27.4%（第2党） | 15 / 50       | 08   |
| 2014年（詳細） | 2,246,870 | 31.8%（第2党） | 19 / 51（注） | 04   |
| 2019年（詳細） | 6,192,780 | 45.4%（第1党） | 26 / 52（注） | 07   |

## 主な政治家
- ヤロスワフ・カチンスキ（Jarosław Kaczyński） - ポーランド元首相（2006年〜2007年）。
- レフ・カチンスキ（L. A.Kaczyński） - ポーランド大統領（2005年〜2010年）。
- カジミェシュ・マルチンキェヴィチ（Kazimierz Marcinkiewicz） - ポーランド元首相（2005年〜2006年）。すでに離党。